# Enrico Rebuschini
Enrico Rebuschini M.I. (Gravedona, 25. travnja 1860. – Cremona, 10. svibnja 1938.) bio je talijanski katolički svećenik i zavjetovani član kamilijanaca.
Za života se u više navrata borio s teškom depresijom.
Rebuschini je umro na glasu svetosti. Beatificiran je 1997. godine.
Spomendan mu je 10. svibnja.

### Mrežna sjedišta
- Bl. Enrico Rebuschini, svećenik. www.nedjelja.bar. Pristupljeno 17. lipnja 2023.